# Турок (пароход)
«Турок» (до 4 (16) ноября 1853 года «Меджари-Теджарет», с 4 (16) ноября 1853 года до 22 ноября (4 декабря) 1853 года «Щёголь») — колесный пароход турецкого, а затем  русского флота. Участник Крымской войны.

## Описание парохода
Колесный пароход с паровой машиной мощностью 200/422 (номинальных/индикаторных) л. с. Артиллерийское вооружение судна в разное время составляли от 2 до 4 орудий. Так с 1880 по 1882 год вооружение парохода состояло из двух 4-фунтовых пушек образца 1867 года.

## История службы

### В турецком флоте
Пароход «Меджари-Теджарет» построен для турецкого флота в Лондоне в 1845—1846 годах.
Принял участие в Крымской войне на стороне Турции.

### В русском флоте
4 (16) ноября 1853 года был захвачен без боя русским пароходофрегатом «Бессарабия» недалеко от Керемпе у анатолийского берега и приведён в Севастополь. 
Вошёл в состав Черноморского флота под названием «Щёголь». Но 22 ноября (4 декабря) 1853 года по приказу Морского министерства был переименован в «Турок». Продолжил участие в Крымской войне на стороне России.
30 августа (11 сентября) 1855 года пароход был затоплен на Севастопольском рейде при оставлении города гарнизоном. После войны при расчистке Севастопольской бухты 4 (16) июля 1858 года был поднят и вновь введён в состав флота.
Пароход «Турок» был исключен из списков судов флота 19 (31) января 1891 года.

## Командиры парохода
Командирами парохода «Турок» в составе Российского императорского флота в разное время служили:
- капитан 2-го ранга Д. М. Краевский (1885—1886 годы)[4]